# أنتوني هيشت
أنتوني هيشت (بالإنجليزية: Anthony Hecht)‏ هو كاتب وشاعر أمريكي، ولد في 16 يناير 1923 في نيويورك في الولايات المتحدة، وتوفي في 20 أكتوبر 2004 في واشنطن العاصمة في الولايات المتحدة.

## وصلات خارجية
- أنتوني هيشت على موقع الموسوعة البريطانية (الإنجليزية)
- أنتوني هيشت على موقع إن إن دي بي (الإنجليزية)
- أنتوني هيشت على موقع ديسكوغز (الإنجليزية)